# 长辛店二七纪念馆
39°49′51″N 116°12′22″E / 39.830771°N 116.206199°E
长辛店二七纪念馆，位于北京市丰台区长辛店街道，是为纪念1923年二七大罢工而设立的纪念馆。

## “二七”大罢工旧址
如今的长辛店“二七”大罢工旧址包括七处旧址。
位于丰台区长辛店大街祠堂口1号，原是中国共产党直接领导下组织的劳动补习学校，为京汉铁路工人运动的发源地之一，也是中国北方工人运动的起点；位于丰台区长辛店大街174号的长辛店工人俱乐部旧址（又称“刘铁匠铺”），1922年曾在此召开京汉铁路总工会第一次筹备会，组织领导与指挥了1922年“八月革命”及1923年“二七大罢工”。1979年8月，上述两处遗址作为“长辛店‘二七’革命遗址”被列为第二批北京市文物保护单位。 位于长辛店德善里18号的长辛店留法勤工俭学预备班旧址也被列入北京市文物保护单位。
此外还有位于长辛店杨公庄1号二七机车厂内的二七机车厂近代建筑遗存、位于长辛店大街135号（现长辛店大街145号，长辛店第一小学校园内）的工人夜班通俗学校旧址、长辛店大街196号（原火神庙，现长辛店派出所）的警察局驻地旧址、长辛店镇桥西花园南里甲1号长辛店公园内的“二七”烈士墓。
2013年，以上七处旧址以“长辛店‘二七’大罢工旧址”为名被列为第七批全国重点文物保护单位。
1. 二七机车厂近代建筑遗存
2. 长辛店工人俱乐部旧址
3. 劳动补习学校旧址
4. 工人夜班通俗学校旧址
5. 警察局驻地旧址
6. 长辛店留法勤工俭学预备班旧址
7. “二七”烈士墓

## “二七”纪念馆
1983年2月7日，长辛店“二七”纪念馆奠基。王震（粤汉铁路工人出身）、韦国清、倪志福、邓力群、胡启立、焦若愚等中央、北京市领导及参加过二七大罢工的老工人刘在祥（二七工人纠察队队员）、张宝发、“二七”烈士葛树贵（工人纠察队副队长）的儿子葛文远、孙子葛玉清、葛存明等参加奠基仪式。1986年2月7日该馆对社会开放。长辛店“二七”纪念馆位于北京市丰台区长辛店站西侧的公园内，占地面积6600平方米，建筑面积2300平方米。该纪念馆由四个四合院组成，房屋为青水砖墙，房檐嵌有黄色琉璃瓦。纪念馆四面各有一座中式门楼。
该纪念馆共设有8个展室，展柜内陈列着“二七”大罢工的相关史料及文物，展柜外陈列着大件文物、油画、模型等等。该纪念馆收藏着京汉铁路工人罢工斗争的许多实物。